# Eidgenössische Volksinitiative «Gleiche Rechte für Mann und Frau»
Die eidgenössische Volksinitiative «Gleiche Rechte für Mann und Frau», oder kurz die sogenannte Gleichberechtigungsinitiative, verlangte eine Ergänzung von Art. 4 der Schweizer Bundesverfassung um die explizite Anerkennung der Gleichberechtigung zwischen Frau und Mann und eine Übergangsbestimmung für die Umsetzung.
Die Initiative wurde am 15. Dezember 1976 eingereicht und am 11. Oktober 1980 aufgrund des Gegenentwurfs der Bundesversammlung zurückgezogen.

## Initiativtext
Der Initiativtext lautete:
I. Die Bundesverfassung wird wie folgt ergänzt:
Art. 4bis (neu)
1. Mann und Frau sind gleichberechtigt.
2. Mann und Frau haben die gleichen Rechte und Pflichten in der Familie.
3. Mann und Frau haben Anspruch auf gleichen Lohn für gleiche oder gleichwertige Arbeit.
4. Mann und Frau haben Anspruch auf Gleichbehandlung und Chancengleichheit in Erziehung, Schul- und Berufsbildung sowie bei Anstellung und Berufsausübung.

II. Übergangsbestimmung
Innert fünf Jahren vom Inkrafttreten des Artikels 4bis an gerechnet sind die erforderlichen Ausführungsbestimmungen zu erlassen, sowohl was die Beziehungen zwischen Bürger und Staat als auch was die Beziehungen der Einzelnen untereinander betrifft.
Der deutsche Text der Initiative ist massgebend.

## Abstimmung
Die Initiative wurde von den Initiantinnen zurückgezogen, der direkte Gegenvorschlag der Bundesversammlung mit grosser Mehrheit angenommen. An der Abstimmung vom 14. Juni 1981 nahmen 398'454 Stimmberechtigte teil, was einer Stimmbeteiligung von 33,93 Prozent entspricht.
| Ja-Stimmen         | 797'702 | 60,3 % |
| Nein-Stimmen       | 525'885 | 39,7 % |
| Annehmende Stände  | 14 3/2  |        |
| Verwerfende Stände | 6 3/2   |        |